# Scream (Funk My Life Up)
Scream è un singolo del cantautore britannico Paolo Nutini, pubblicato il 28 gennaio 2014 come primo estratto dal terzo album in studio Caustic Love. Il brano è stato utilizzato come colonna sonora della campagna pubblicitaria italiana di Infostrada.

## Video musicale
Il videoclip del brano è stato reso disponibile il 10 marzo 2014 sul canale YouTube del cantante ed è interamente in bianco e nero.

## Classifiche
| Classifica (2009) | Posizione più alta |
| ----------------- | ------------------ |
| Belgio (Fiandre)  | 19                 |
| Belgio (Vallonia) | 33                 |
| Italia            | 76                 |
| Nuova Zelanda     | 19                 |
| Regno Unito       | 12                 |
| Scozia            | 5                  |